# Bryan Constant
Bryan Constant (Fréjus, 27 marzo 1994) è un calciatore francese, centrocampista del Villefranche Saint-Jean Beaulieu.

## Biografia
Nato in Francia da padre guadalupense e madre guineana, è fratello di Kévin, anch'egli calciatore professionista.

## Caratteristiche tecniche
È un centrocampista.

## Carriera
Cresciuto nelle giovanili del Nizza, esordisce in prima squadra il 10 agosto 2013, subentrando al 70' a Jérémy Pied nel match perso per 4-0 contro l'Olympique Lione.